# Lissoclinum coactum
Lissoclinum coactum är en sjöpungsart som beskrevs av Kott 2004. Lissoclinum coactum ingår i släktet Lissoclinum och familjen Didemnidae. Inga underarter finns listade i Catalogue of Life.